# Lucas Falcão
Lucas Bradley Falcão Cini (* 21. Oktober 1999 in Cuiabá) ist ein brasilianisch-italienischer Fußballspieler.

## Karriere
Lucas Falcão wurde beim Boca United FC sowie der Akademie der Portland Timbers in den USA ausgebildet. Am 6. Mai 2017 gab er sein Debüt für dessen zweite Mannschaft in der USL Championship im Spiel gegen die zweite Mannschaft von Sounders FC. Im Winter 2019 wechselte er nach Spanien in die 5. Liga und schloss sich CD Estepona FS an. Mit der Mannschaft stieg er am Ende der Saison in die Tercera Division auf, die vierthöchste spanische Liga. Im Sommer 2019 wechselte er nach Deutschland in die Regionalliga Nordost und schloss sich Viktoria Berlin an, nachdem er bereits zuvor im Januar ein Probetraining in Deutschland beim BSV Rehden absolviert hatte. Sein erstes Spiel für die Berliner machte er am 1. Spieltag der Saison 2019/2020, dem 27. Juli 2019 beim 2:0-Sieg gegen Rot-Weiß Erfurt. Am 6. Spieltag gelang ihm beim 4:1-Sieg gegen Bischofswerda sein erstes Tor für Berlin. Am Ende der Saison belegte er mit seinem Klub den 8. Tabellenplatz. Lucas Falcão kam in seiner Debüt-Saison auf 19 von 25 möglichen Einsätzen, in denen ihm 4 Tore gelangen.
Zur Saison 2020/2021 war Lucas Falcão ebenfalls Stammspieler. Nach elf Spieltagen wurde die Meisterschaft aufgrund der Covid-19-Pandemie vorzeitig abgebrochen und Viktoria Berlin als Meister der Regionalliga Nordost bestimmt. Viktoria gewann alle elf Spiele und stieg in die 3. Liga auf. In der Drittliga-Spielzeit 2021/22 bestritt er 32 Spiele für die Berliner und musste mit den Himmelblauen letztlich wieder in die Regionalliga Nordost absteigen. Für die Saison 2022/23 wechselte er zunächst in die 2. Liga Griechenlands zu PASA Irodotos. Bei den Griechen konnte er sich nicht durchsetzen und wechselte zur Saison 2023 nach Schweden, wo er sich dem Drittligisten Oskarshamns AIK anschloss. Zur Regionalliga-Saison 2023/24 kehrte Falcão wieder zum FC Viktoria 1889 Berlin zurück. Nach einer Starken Spielzeit mit 15 Treffern in 32 Partien wechselte der Sturm im Sommer 2024 weiter zum kroatischen Erstliga-Aufsteiger HNK Šibenik. Beide Vereine gehören zur SEH Sports & Entertainment Holding des Unternehmers Zeljko Karajica.

## Erfolge
Viktoria Berlin
- Meister der Regionalliga Nordost: 2021
- Berliner Landespokal: 2024